# Nooliodes glaber
Nooliodes glaber är en kvalsterart som först beskrevs av Balogh 1962.  Nooliodes glaber ingår i släktet Nooliodes och familjen Pheroliodidae. Inga underarter finns listade i Catalogue of Life.